# Aureliano Gonçalves de Souza Portugal
Aureliano Gonçalves de Souza Portugal (Rio Claro, RJ, 16 de junho de 1851 – Rio de Janeiro, 4 de julho de 1924) foi um médico brasileiro.
Doutorado pela Faculdade de Medicina do Rio de Janeiro em 1874, defendendo a tese “Vícios de conformação da bacia e suas indicações”. Foi eleito membro da Academia Nacional de Medicina em 1900, sucedendo João de Barros Barreto na Cadeira 56, também patrono desta cadeira.
Foi sepultado no Cemitério de São Francisco Xavier.